# Albert Patry

Albert Patry

Albert Patry (* 1. März 1864 in Elbing, Westpreußen; † 26. November 1938 in Berlin) war ein deutscher Theater- und Stummfilmschauspieler.

## Leben
Patry gab sein Theaterdebüt 1882 in Jena. 1883 ging er nach Heidelberg, 1884 nach Guben. 1886 war er der Gründer des neuen Stadttheaters in Halle (Saale), wo er von 1885 bis 1888 spielte. 1889 ging Albert Patry an das Deutsche Theater nach Berlin. Später wirkte der Ostpreuße an weiteren hauptstädtischen Theatern, so etwa 1900 am Schiller-Theater in der Inszenierung des Hermann Sudermanns Schauspiel Das Glück im Winkel. Er wurde von der Kritik für sein Spiel des Freiherrn von Röcknitz gelobt. Im darauffolgenden Jahr (1901) wechselte Patry ans Berliner Lessingtheater. Weitere Patry-Rollen waren der Petruchio in Shakespeares Der Widerspenstigen Zähmung, der Konsul Bernick in Ibsens Stützen der Gesellschaft und der Badearzt Dr. Thomas Stockmann in Ein Volksfeind, ebenfalls von Ibsen.
Danach war er Schauspieldirektor am Preußischen Staatstheater Berlin und Leiter der Schauspielschule des Königlichen Schauspielhauses in Berlin. Henny Porten bestand dort ihre Aufnahmeprüfung, Ernst Waldow nicht.
Mit 65 Jahren begann er selbst eine Karriere beim Film. Er debütierte 1919 im  Film Kreuziget sie! unter der Regie von Georg Jacoby. Zudem spielte er unter dem Regisseur Friedrich Wilhelm Murnau im Film Der brennende Acker eine Nebenrolle. In den 1920er-Jahren wirkte er in diversen Filmen für verschiedene Produktionsfirmen mit, kam aber nie über Nebenrollen hinaus.
Albert Patry starb am 26. November 1938 in Berlin im Alter von 74 Jahren. Seine Ehefrau war die Schauspielerin Maria Reisenhofer, mit der er auch in einigen Filmen gemeinsam spielte, so in Die goldene Krone.

## Filmografie
- 1919: Das Karussell des Lebens
- 1919: Kreuziget sie!
- 1919: Die Pantherbraut
- 1919: Die Tochter des Mehemed
- 1920: Das große Licht
- 1920: Die Abenteuer der Marquise von Königsmarck
- 1920: Die goldene Krone
- 1920: Die Marquise von O.
- 1920: Die Nacht der Prüfung
- 1920: Die Schuld der Lavinia Morland
- 1920: Johann Baptiste Lingg
- 1920: Tötet nicht mehr!
- 1921: Das begrabene Ich
- 1921: Das Floss der Toten
- 1921: Das Gelübde
- 1921: Das Mädel von Picadilly, 1. Teil
- 1921: Das Mädel von Picadilly, 2. Teil
- 1921: Das Rätsel der Sphinx
- 1921: Der Dämon von Kolno
- 1921: Der Schrecken der roten Mühle
- 1921: Der zeugende Tod
- 1921: Die Abenteurerin von Monte Carlo
- 1921: Die Erbin von Tordis
- 1921: Die goldene Kugel
- 1921: Die verbotene Frucht

- 1921: Hochstapler
- 1921: Ilona
- 1921: Um den Sohn
- 1922: Club der Entgleisten
- 1922: Der brennende Acker
- 1922: Der Favorit der Königin
- 1922: Der große Wurf

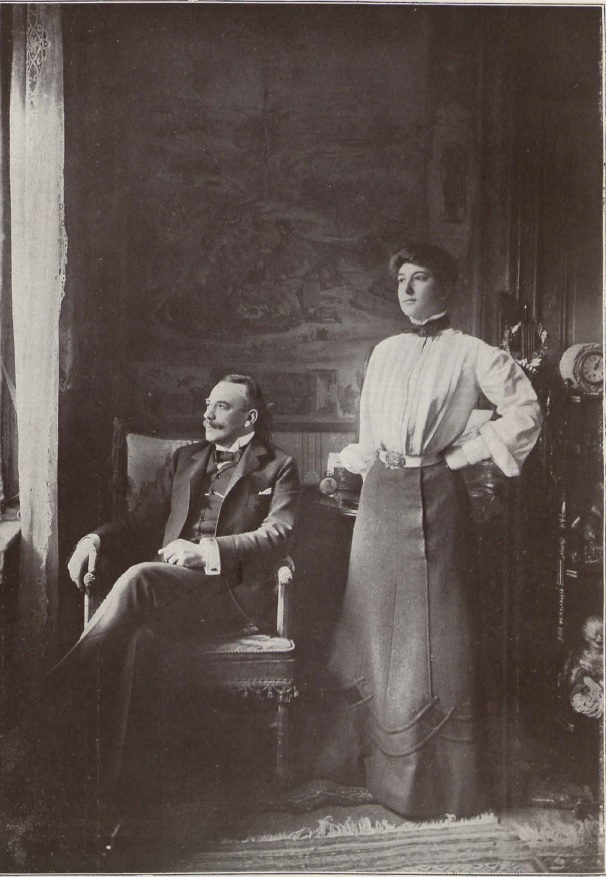
Albert Patry mit seiner Gattin Maria, geb. Reisenhofer. Foto von Zander & Labisch.

- 1922: Die Frau mit den zehn Masken, 1. Begebenheit – Das Grab ohne Toten!
- 1922: Die fünf Frankfurter
- 1922: Die Küsse der Ira Toscari
- 1922: Die Tochter Napoleons
- 1922: Fridericus Rex – 2. Teil: Vater und Sohn
- 1922: Fridericus Rex – Sturm und Drang
- 1922: Könnyved, der große Unbekannte
- 1922: Lola Montez, die Tänzerin des Königs
- 1923: Katjuscha Maslowa
- 1923: Daisy
- 1923: Die Fledermaus
- 1923: Der Tiger des Zirkus Farini
- 1923: Graf Cohn
- 1923: Irene d’Or
- 1923: Tatjana
- 1923: Tragödie der Liebe
- 1923: Frühlingserwachen
- 1924: Das Herz der Lilian Thorland
- 1924: Gentleman auf Zeit
- 1926: Staatsanwalt Jordan